# Franklin (Észak-Karolina)
Franklin város az USA Észak-Karolina államában, Macon megyében, melynek megyeszékhelye is. Lakosainak száma 4175 fő (2020. április 1.).

## Népesség
A település népességének változása:

| 2010 | 3 845 |
| 2020 | 4 175 |